# 義疏
義疏（ぎそ）は、伝統中国において、経典の本文（また注文を含む）の内容を詳細に解説した書物のこと。「義」は意義、「疏」は疏通の意で、合わせて経義を疏通することを示す。単に「疏」と呼称する場合もある。儒教、道教、仏教それぞれに関する「義疏」が存在し、特に南北朝時代に盛行した。

## 概要
漢から魏晋の時期、経書を中心とした重要な古典には学者が附した解釈である「注」が作られ、学者はこの「注」を通して古典を受容した。魏晋の頃から、仏教の中国伝来、玄学の流行などの影響を受け、学問の気風に変化が生じるなかで、次第に「義疏」という形式が増えてくることとなった。また、義疏を中心として展開した学問を「義疏学」と呼称する。
義疏の定義については、古勝隆一が牟潤孫の整理に基き、以下のように述べている。
1. 形式的には経注と切り離された単疏である。
2. 口頭で行われる講義と何らかのつながりをもつ注釈。たとえば講義の記録であったり、または講義の原稿であったり、そのあり方は様々である。
3. 書名の中に「義疏」、もしくはそれに類似する要素（たとえば、「講疏」「義」「疏」など）が含まれる。
4. 解釈の対象となる書物の大義に関連する叙述を含む。
5. 時代的には南北朝から唐の終わりごろまでの期間に成立したもの。

## 具体例
義疏の具体例は、『隋書』経籍志、『旧唐書』経籍志、『新唐書』芸文志といった蔵書目録に記載されている。以下に、その一例を示す。

### 儒教経典に対する義疏
- 著者不明『講周易疏論家義記』（一部現存）
- 皇侃・鄭灼『礼記子本疏義』（一部現存）
- 熊安生『礼記義疏』（亡佚）
- 皇侃『論語義疏』（現存）
- 劉炫『孝経述議』（一部現存）、『尚書述議』『毛詩述議』『春秋述議』（亡佚）

### 仏教経典に対する義疏
- 竺道生『法華義疏』（現存）

### 道教経典に対する義疏
- 賈大隠『老子述議』（亡佚）
- 成玄英『南華真経疏』（現存）